# 何澤堯
何澤堯（英語：Vincent Ho Chak Yiu；1990年5月25日—），是香港賽馬會所屬自由身騎師，曾跟隨練馬師方嘉柏學藝，現時他在一般讓磅賽事不獲讓磅優惠。
2019/2020年度馬季，何澤堯登上事業高峰，創造了不少紀錄，包括：伙拍「金鎗六十」成為首位連勝三項四歲經典系列（香港經典一哩賽、香港經典盃及香港打吡大賽）的華人騎師、伙拍「川河尊駒」成為首位勝出一級賽冠軍一哩賽的華人騎師、首位季內總獎金突破一億元大關的華人騎師。此外，何澤堯亦曾於2021年4月27日短暫登頂浪琴表全球最佳騎師排名榜榜首。

## 簡介
何澤堯於17歲加入香港賽馬會成為賽事學員，被安排跟隨隸屬練馬師方嘉柏學藝，受訓兩年多後於2009年4月前往紐西蘭實習，在紐西蘭著名練馬師蘇利雲親友施葛德馬房實習受訓。在紐西蘭實習期間，取得44場勝利，較之前另一名在澳洲實習的騎師蔡明紹勝出更多賽事（26場頭馬），以2009-2010年度計算何澤堯於離港前的紐西蘭騎師榜排行第19名。其中所策騎的馬匹不乏實力份子（包括「鍾斯奇兵」、「家福」等），亦曾在紐西蘭分級賽角逐，但未曾取勝。

## 早期香港策騎生涯
2010年4月，何澤堯被香港賽馬會召回到香港，並於5月1日在沙田馬場首次在港出賽，他的首匹座騎是由沈集成馬房提供的「利之寶」，最終以第八名完成賽事。
2010年5月8日，何澤堯於第四班賽事施偉賢盃策騎「威威財星」期間，於終點前疑未盡全力策騎，以極短距離輸給第三名的「可圈可點」跑獲第四，其後他並未受到任何懲罰，但受到了評馬人的猛烈批評。
2010年5月16日，何澤堯憑策騎「年年如意」取得在港首場頭馬。同日再憑策騎「天久」及「松風」再取得勝利，首次一日三捷，可惜未能成為當天的騎師王。
2010年7月1日，何澤堯憑策騎「天久」在第一班賽事勝出。
2009-10年度馬季，何澤堯取得10冠4亞2季的不俗成績。
2010-2011年度馬季，何澤堯獲准於跑馬地馬場策騎，並於9月8日第一場賽事憑策騎「家橋」取得勝利，之後更憑策騎「聖河」起孖，在跑馬地首戰就能成為騎師王。
2010年11月28日，何澤堯於沙田馬場第五場賽事憑策騎「智多飛」勝出其在港第20場頭馬，使他日後在一般讓磅賽事獲減至讓7磅優惠。
2010年6月19日，何澤堯於精英盃中憑策騎「金獅威將」跑獲第三名，於分級賽中首次上名。
2011年1月6日，何澤堯於跑馬地馬場第六場賽事憑策騎「聚有盈」勝出其在港第45場頭馬，使他日後在一般讓磅賽事獲減至讓5磅優惠。
2010-11年度馬季，何澤堯表現躍進，取得39勝，在騎師榜排行第七。
2011年8月6日，何澤堯獲邀參加在澳洲費明頓馬場舉行的亞洲見習騎師挑戰賽，在首關賽事馬匹退出下，在次關憑著「There's Only One」勝出，一度領先，但在第三關的座騎只得第九，只能與日本騎師高倉稜並列季軍。
2012年2月11日，何澤堯遇上嚴重事故，所策騎的「夢仙」與「天外之天」（巫斯義）及「相見歡」（郭能）之間絆到，其後何澤堯更被後方馬匹踩到，隨即送院救治，送院時一度傳出危殆。
2012-2013年度馬季，何澤堯因傷休養7個月後重新策騎作賽。
2012年10月1日，何澤堯於沙田馬場第四場賽事憑策騎「藍城堡馬」勝出其在港第70場頭馬，正式成為自由身騎師，使他日後在一般讓磅賽事獲減至讓3磅優惠。賽後，香港賽馬會賽馬事務執行總監利達賢於畢業禮上，頒發紀念銀碟予何澤堯。
2013年10月1日，何澤堯於沙田馬場第二場賽事憑策騎「雙龍出海」勝出其在港第95場頭馬，使他日後在一般讓磅賽事獲減至讓2磅優惠。
2013-2014年度馬季，何澤堯勝出22場賽事，累計在港所贏頭馬達116場。
2014年10月1日，何澤堯於沙田馬場憑策騎賀賢馬房的「喜寶駒」勝出屬香港三級賽的國慶盃，這是他從騎以來第一項級際賽勝利。
2014-2015年度馬季，何澤堯以33場頭馬勝仗的成績奪得由香港賽馬會新設的最佳自由身騎師獎。
2018年2月10日，何澤堯於沙田馬場憑策騎徐雨石馬房的「豹子頭」取勝，贏得個人在港第200場頭馬。

## 2018/2019年度馬季：成績進步，晉身華將一哥
2018/2019年度馬季，在莫雷拉季初離港發展後，何澤堯的成績明顯回升，當中在2018年10月13日，他在沙田馬場更先後憑策騎「陽明豐豐」、「繽紛駿驥」、「上市動力」及「豹子頭」勝出，個人首次單日豪取四捷。。當潘頓接手時時精綵前，他曾獲得此駒的策騎權，取下馬會盃亞軍。
截至2018年11月，何澤堯勝出15場頭馬，位列騎師榜第三位，故此他得以最佳成績本地騎師身份代表香港，於2018年12月5日在跑馬地馬場舉行的國際騎師錦標賽中上陣。當天，何澤堯於第三關賽事憑策騎文家良馬房的「小島怡情」勝出，全晚累積12分，力壓取得兩場亞軍且同分的美國殿堂級騎師卡素蘭奴奪得季軍。
2019年4月14日，何澤堯於沙田馬場第八場賽事憑策騎「力奇先鋒」勝出其在港第250場頭馬，使他日後在一般讓磅賽事不獲讓磅優惠。
2019年5月5日，何澤堯於沙田馬場第七場賽事憑策騎賀賢馬房的「好好瑪」勝出國際三級賽皇太后紀念盃。
2019年6月23日，何澤堯於沙田馬場第八場賽事憑策騎方嘉柏馬房的「跳出香港」勝出國際三級賽精英碟，師徒合作下首度勝出級制賽。
2018-2019年度馬季，何澤堯的成績顯著進步，合共贏得56場頭馬，是他在港上陣十年來錄得最多頭馬的一季。何澤堯該季的驕人成績令他進佔騎師榜第四位，亦為他帶來首個告東尼獎。

## 2019/2020年度馬季：成績穩步上揚，屢勝大賽
2019年7月18日，何澤堯開始展開英國客串策騎，再次跟隨練馬師張仕頓學藝。此外，他將於8月10日參加在英國雅士谷馬場舉行的騎師賽識價盃，代表世界騎師隊出戰。他是繼蔡明紹後，第二位出戰識價盃的華人騎師。。何澤堯在識價盃取下一冠一亞一季，以32分與文力威在銀馬靴獎並列季軍，並協助世界騎師隊奪得總冠軍。連同較早前從艾亞及麥錫堡兩個馬場取下三場勝利，2019年在英國取下四勝的成績。
2019年10月20日，何澤堯於沙田馬場第八場憑策騎方嘉柏馬房的「跳出香港」勝出國際二級賽沙田錦標，此乃何澤堯首度勝出國際二級賽。此外，何澤堯當天亦於第九場發第十場分別策騎「金鎗六十」和「友誼至好」，不但以44分封為騎師王，亦成為32年來首位包辦三寶的華籍騎師。
2019年11月23日，何澤堯沙田馬場策騎第五場「錶之銳」、第九場「友誼至好」、第十場「金鎗六十」連中三元，並以46分封騎師王。
截至2019年11月，何澤堯勝出17場頭馬，位列騎師榜第四位，故此他得以最佳成績本地騎師身份代表香港，於2019年12月4日在跑馬地馬場舉行的國際騎師錦標賽中上陣。當天，何澤堯於首關賽事關策騎高伯新馬房的「哈蝦王旺」取得一席第四名後，於尾關賽事憑策騎苗禮德馬房的「龍鼓飛揚」勝出，全晚累積12分，加上一直第四名，力壓取得只得一場冠軍且同分的愛爾蘭騎師卡簡國能，是繼上年國際騎師錦標賽後再次奪得季軍。
2019年12月8日，何澤堯不但初次上陣香港國際賽事，而且更是史上首位四場大賽均有座騎的華將，包括在途程1200米的香港短途錦標策騎蔡約翰馬房的「美麗滿戴」、在途程1600米的香港一哩錦標策騎姚本輝馬房的「龍船鼓響」、在途程2000米的香港盃策騎方嘉柏馬房的「跳出香港」和在途程2400米的香港瓶策騎賀賢馬房的「好好瑪」。最終，他策騎「美麗滿戴」取得第五名、策騎「龍船鼓響」取得第六名、策騎「跳出香港」取得第三名，以及策騎「好好瑪」取得第五名，在四場賽事均獲得獎金。
2020年1月1日，何澤堯於沙田馬場第七場憑策騎呂健威馬房的「金鎗六十」勝出國際三級賽華商會挑戰盃。七天後何澤堯再與呂健威合作，策騎「幸福分享」勝出國際三級賽一月盃，兩場賽事均以超出原有負磅下策騎。同月27日，何澤堯於沙田馬場第八場憑策騎呂健威馬房的「金鎗六十」勝出四歲系列賽香港經典一哩賽。
2020年2月5日，何澤堯於跑馬地馬場策騎第六場「大紅包」、第七場「肥仔威威」、第八場「非凡品味」再次包辦三寶場次，並以36分封為騎師王。其中他更在第六場賽事中以「大紅包」贏得個人在港第300場頭馬。師傅方嘉柏也大讚他的騎功已經能夠駕馭世界各地的任可馬場及任何馬匹，具有世界級騎師的水準。而何澤堯在賽後說會盡力跑好每一場馬。
2020年2月23日，何澤堯於沙田馬場第七場憑策騎呂健威馬房的「金鎗六十」勝出四歲系列賽次關香港經典盃，是首位華人騎師包辦四歲系列首兩關賽事，並強勢進軍寶馬香港打吡大賽。
2020年3月22日，何澤堯於沙田馬場第八場再次伙拍「金鎗六十」出戰四歲經典系列賽尾關香港打吡大賽，座騎在他胯下一直留後，進入最後直路階段更一度被薛恩策騎的「幸福掌聲」拋離數個馬位，只是何澤堯處變不驚，將座騎拉出外檔加以催策下，「金鎗六十」便再次展示出驚人後勁，最終以馬頸位之先壓過「幸福掌聲」，攻下香港打吡大賽。何澤堯勝出香港打吡大賽後，成為首位包辦三關四歲經典系列賽事的華人騎師，亦是繼1986年鄭仲謀後另一位勝出香港打吡大賽的華人騎師，更是在香港職業賽馬史上的首個「全華班」組合包辦三關四歲經典系列賽事，足以名留青史。
2020年4月5日，何澤堯於沙田馬場第七場憑策騎姚本輝馬房的「遨遊戰士」勝出國際二級賽短途錦標，是他在今季第二度勝出國際二級賽。
2020年4月26日，何澤堯於沙田馬場策騎其師傅方嘉柏馬房的「川河尊駒」出戰國際一級賽冠軍一哩賽，座騎在他胯下於最後直路階段與潘頓策騎的馬王「美麗傳承」鬥至難分難解，其座騎更一度被「美麗傳承」趕過。不過，「川河尊駒」在何澤堯不放棄力策下，最終座騎衝刺強勁，以短馬頭位之先擊敗「美麗傳承」。何澤堯伙拍「川河尊駒」攻下冠軍一哩賽，是他職業生涯首度揚威國際一級賽，更成為歷來首位在冠軍一哩賽稱霸的華人騎師，成就斐然。此外，何澤堯個人季內總獎金突破一億元大關，成為史上首位單季獎金過億的香港土生土長騎師。4月28日，騎師潘明輝受訪時說：「我們一班本地騎師都替何澤堯高興，並以對方為奮鬥和學習的目標，渴望有一天如他一樣，有機會在大賽交出好成績。」從中可見何澤堯的成功，令一眾師兄弟與有榮焉，並對他們帶來鼓舞作用。
2019-2020年度馬季，何澤堯再次奪得告東尼獎，及首次奪得「香港最受歡迎騎師」，成為繼蔣嘉琦後第二位奪得該殊榮的華籍騎師。

## 2020/2021年度馬季：保持成績，一日兩勝一級賽
2020年11月1日，何澤堯憑策騎韋達馬房的「當家猴王」，贏得個人在港第350場頭馬勝仗。
2020年12月13日，何澤堯策騎「金鎗六十」出戰國際一級賽香港一哩錦標，以輕鬆姿態拋離「川河尊駒」和「頌讚火星」兩個馬位，取得跨季十一連捷。
2021年1月24日，何澤堯再度策騎「金鎗六十」，並出戰國際一級賽董事盃，於最後五十米分別趕過「川河尊駒」和「嘉應之星」，取得跨季十二連捷。
2021年4月25日，即冠軍賽馬日，何澤堯先於一級賽冠軍一哩賽策騎「金鎗六十」勝出，成為首位在該賽事連莊的華將。同日亦於一級賽女皇盃接手策騎日本馬「唯獨愛你」勝出，是香港史上首位華將於一日兩勝國際一級賽，亦是繼1998年香港國際賽事錢健明以來，再有香港賽馬會培訓騎師在香港賽事策騎訪港馬匹。

## 2021/2022年度馬季
2021年10月17日，何澤堯於沙田馬場憑策騎丁冠豪馬房的「四季喜」，贏得個人在港第400場頭馬勝仗。
2021年12月12日，何澤堯策騎「金鎗六十」再度出戰國際一級賽香港一哩錦標，取得跨季十六連捷。
2022年1月23日，何澤堯於沙田馬場憑策騎韋達馬房的「當家猴王」勝出百週年紀念短途盃，同時，亦替練者帶來首項國際一級賽。不過，他策騎「金鎗六十」再度出戰國際一級賽董事盃時，以四分之三馬位之差敗於「夏威夷」之手，無法打破「精英大師」所保持的十七場連勝紀錄。
2022年4月3日，何澤堯策騎「金鎗六十」出戰國際二級賽主席錦標，取得在港出道以來第二十場頭馬。
2022年6月16日，何澤堯獲日本中央競馬會發出短期策騎牌照，准許他由2022年7月30日至8月28日在日本上陣，成為史上第一個華人騎師獲日本發出短期策騎牌照。
2022年7月30日，何澤堯首日在日本上陣，儘管當日他的首六匹坐騎全數不進三甲，更曾被馬匹拋下，但他仍憑著Kazenotanino Ayaka勝出當日尾場賽事，打開在日本的勝利之門。他繼2010年的黎海榮之後，12年來首位在日本贏馬的華人騎師。
2022年8月7日，何澤堯於新潟競馬場憑Kafuji Octagon勝出國際三級賽獵豹錦標，首次在日本分級賽揚威。
總括而言，何澤堯今次在日本客串，合共交出5場頭馬，當中包括一場三級賽，成績已算不俗。

## 2022/2023年度馬季
2022年9月18日，何澤堯於沙田馬場憑策騎蘇偉賢馬房的「勝意龍」，贏得個人在港第450場頭馬勝仗。
2023年3月19日，何澤堯於沙田馬場憑策騎呂健威馬房的「金發銀發」，贏得個人在港第500場頭馬勝仗。
2023年4月30日，何澤堯策騎「金鎗六十」勝出國際一級賽冠軍一哩賽，為「金鎗六十」於該賽事取得三連霸，也為何澤堯於該賽事取得四連霸。
2022/2023年度馬季，何澤堯刷新個人單季頭馬紀錄，季內累積96場頭馬位列騎師榜亞軍，然後再以56.56%的得票率第二度榮膺最受歡迎騎師殊榮。另外，他在休季期間再獲日本中央競馬會發出短期牌照，准許他在當地客串上陣。
2023年7月29日，何澤堯在新潟馬場第六場策騎「Score」出戰1200米泥地賽事期間，轉彎入直路時被菊澤一樹的座騎干擾，導致何澤堯座騎失蹄並令他墮馬。他墮馬後仍然保持清醒，後被診斷其傷勢是背部受傷及輕度腦震盪。

## 2023/2024年度馬季

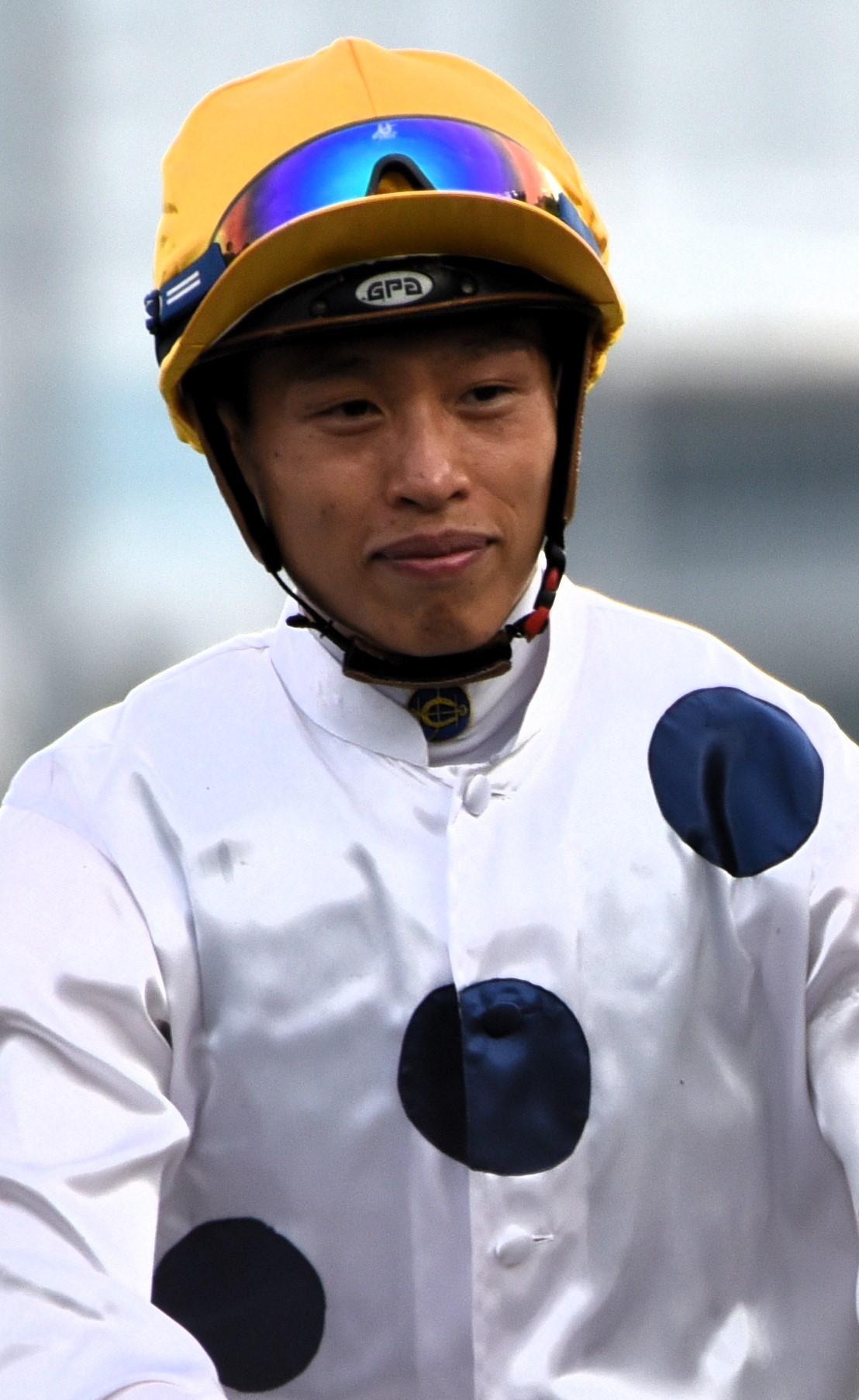
2023年12月10日，何澤堯策騎「金鎗六十」勝出香港一哩錦標2023

2023年10月4日，何澤堯於跑馬地馬場憑策騎方嘉柏馬房的「喜至寶」與羅富全馬房的「幸運旅程」一同跑獲平頭冠軍，賽後被競賽董事小組以違反賽事規例第100(2)條，被罰停賽十個賽馬日及被分半場頭馬。其後何澤堯提出上訴，小組改判罰停賽八個賽馬日，直至11月12日才可再次出賽，亦判處罰款十二萬元，以代替停賽兩個賽馬日。
2023年12月6日，何澤堯於跑馬地馬場上演的國際騎師錦標賽中，於頭關及次關賽事先憑策騎姚本輝馬房的「鑽飾翱翔」及「得意佳作」取得季軍，其後在尾關賽事再憑策騎大衛希斯馬房的「好友心得」取勝，最終他取得20分，個人首度奪得國際騎師錦標賽總冠軍，成為香港賽馬史上第一位華人騎師成功奪得該錦標賽的冠軍。
2024年1月24日，何澤堯於沙田賽事尾場策騎沈集成馬房的「浪漫風采」出賽，馬匹到最後400米時突然失蹄拋下，是次意外令何澤堯需養傷休賽一段時間。4月10日，何澤堯康復後於跑馬地馬場上陣。

## 2024/2025年度馬季
2024年11月20日，何澤堯於跑馬地馬場憑策騎伍鵬志馬房的「添開心」，贏得個人在港第600場頭馬勝仗。同時，他是成為繼告東尼後第二位贏得600場頭馬的華人騎師。
2025年2月9日，何澤堯於TVB賽馬日在第六場賽事策騎蘇偉賢馬房的初出馬「鋁神」出賽，馬匹到過終點前突然失蹄拋下，是次意外令何澤堯第五次需養傷休賽一段時間。另外，他原定策騎「百賀飛駒」出戰四歲系列賽事需要更替騎師韋紀力。

## 其他
何澤堯的其中一個缺點是體形較重，其他見習騎師般一出道便可策騎103磅馬匹。他在見習騎師時代減磅後亦只能策騎112磅的馬匹，如計算可超重的2磅範圍，他亦只能策騎110磅的馬匹，故他必需放棄策騎較輕磅的馬匹。2018-2019年馬季何澤堯最低負磅為114磅，自取下在香港第250場勝利後，仍可在容許超磅狀態下策騎113磅馬匹。
何澤堯多次獲大會邀請，參加浪琴表香港馬術大賽接力表演賽，當中2018年與香港馬術代表隊成員黎嘉怡合組一隊並成為冠軍。

## 主要勝出賽事
香港
- 冠軍一哩賽 - (4) - 川河尊駒 (2020)、金鎗六十 (2021、2022、2023)
- 香港一哩錦標 - (3) - 金鎗六十 (2020、2021、2023)
- 女皇盃 - (1) - 唯獨愛你 (2021)
- 董事盃 - (2) - 金鎗六十 (2021、2023)
- 香港金盃 - (2) - 金鎗六十 (2021、2023)
- 百週年紀念短途盃 - (1) - 當家猴王 (2022)

- 沙田錦標 - (3) - 跳出香港 (2019)、金鎗六十 (2020)、錶之銀河 (2024)
- 短途錦標 - (1) - 遨遊戰士 (2020)
- 馬會一哩錦標 - (3) - 金鎗六十 (2020、2021、2022)
- 主席錦標 - (1) - 金鎗六十 (2022)
- 馬會盃 - (1) - 直線力山 (2023)

- 國慶盃 - (2) - 喜寶駒 (2014)、飛來猛 (2017)
- 精英碟 - (2) - 跳出香港 (2019)、錶之銀河 (2024)
- 皇太后紀念盃 - (2) - 好好瑪 (2019)、直線力山 (2023)
- 華商會挑戰盃 - (1) - 金鎗六十 (2020)
- 一月盃 - (1) - 幸福分享 (2020)
- 慶典盃 - (1) - 金鎗六十 (2020)
- 獅子山錦標 - (1) - 錶之銀河 (2024)

- 香港經典一哩賽 - (1) - 金鎗六十 (2020)
- 香港經典盃 - (2) - 金鎗六十 (2020)、新力高升 (2023)
- 香港打吡大賽 - (1) - 金鎗六十 (2020)

- 其士盃 - (1) - 蓬萊仙子 (2012)

- 香港賽馬會社群盃 - (1) - 彩福 (2017)
- 浪琴國際騎師錦標賽 - (1) - 鑽飾翱翔、得意佳作、好友心得 (2023)

 中國
- 省港盃  - (1) - 力奇先鋒 (2019)

 日本
- 獵豹錦標（英语：Leopard Stakes） - (1) - Kafuji Octagon (2022)

## 其他主要策騎馬匹
- 金獅威將（精英碟季軍）
- 嘉應之星（香港經典盃季軍、獅子山錦標亞軍）
- 時時精綵（馬會盃亞軍）
- 時時有餘（馬會盃季軍）
- 夢想成金（出道六捷全由何澤堯策騎）
- 包裝智威（香港經典一哩賽季軍）

## 成就

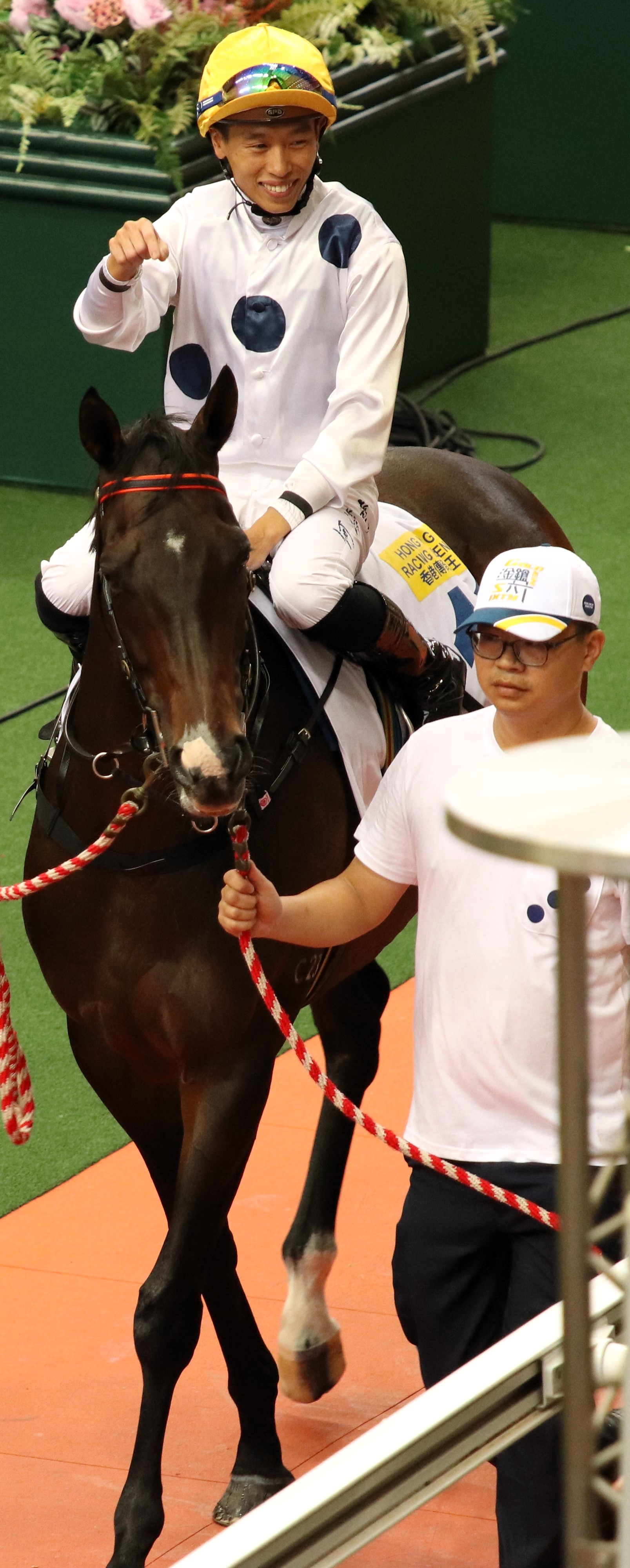
2024年9月22日，何澤堯策騎「金鎗六十」，出席其榮休歡送儀式

- 香港冠軍見習騎師 - (1) - (2010-2011年度馬季)
- 最佳自由身騎師 - (1) - (2014-2015年度馬季)
- 亞洲見習騎師挑戰賽季軍 - (1) - (2011年)
- 國際騎師錦標賽季軍 - (3) - (2018年、2019年、2022年)
- 告東尼獎 - (4) - (2018-2019年度馬季、2019-2020年度馬季、2020-2021年度馬季、2022-2023年度馬季)
- 最受歡迎騎師 - (3) - (2019-2020年度馬季、2022-2023年度馬季、2023-2024年度馬季)
- 國際騎師錦標賽冠軍 - (1) - (2023年)

## 在港策騎成績
| 年度        | 冠 | 亞 | 季 | 殿 | 第五 | 出賽次數 | 所贏獎金（港元） | 備註                         |
| ----------- | -- | -- | -- | -- | ---- | -------- | ---------------- | ---------------------------- |
| 2009 - 2010 | 10 | 4  | 2  | 8  | 7    | 64       | $ 5,772,075      | 策騎首季                     |
| 2010 - 2011 | 39 | 43 | 46 | 45 | 34   | 420      | $ 30,719,850     | 第2季 (香港冠軍見習騎師得主) |
| 2011 - 2012 | 18 | 16 | 32 | 14 | 21   | 238      | $ 15,021,937     | 第3季                        |
| 2012 - 2013 | 27 | 25 | 38 | 36 | 37   | 484      | $ 25,534,000     | 第4季                        |
| 2013 - 2014 | 22 | 24 | 26 | 32 | 34   | 415      | $ 20,129,687     | 第5季                        |
| 2014 - 2015 | 33 | 26 | 31 | 43 | 42   | 526      | $ 30,624,715     | 第6季 (最佳自由身騎師得主)   |
| 2015 - 2016 | 21 | 25 | 29 | 46 | 36   | 504      | $ 26,744,525     | 第7季                        |
| 2016 - 2017 | 18 | 21 | 36 | 33 | 34   | 476      | $ 23,078,475     | 第8季                        |
| 2017 - 2018 | 24 | 22 | 32 | 30 | 31   | 458      | $ 27,797,650     | 第9季                        |
| 2018 - 2019 | 56 | 58 | 65 | 70 | 57   | 596      | $ 76,379,815     | 第10季 (殿軍及告東尼獎得主)  |
| 2019 - 2020 | 67 | 60 | 58 | 62 | 71   | 623      | $ 126,366,676    | 第11季 (殿軍及告東尼獎得主)  |
| 2020 - 2021 | 61 | 49 | 54 | 44 | 55   | 614      | $ 129,742,500    | 第12季 (殿軍及告東尼獎得主)  |
| 2021 - 2022 | 50 | 61 | 55 | 53 | 56   | 600      | $ 113,492,110    | 第13季                       |
| 2022 - 2023 | 96 | 75 | 74 | 77 | 68   | 724      | $ 160,209,307.5  | 第14季 (亞軍及告東尼獎得主)  |
| 2023 - 2024 | 41 | 35 | 34 | 37 | 41   | 355      | $ 87,405,490     | 第15季                       |
| 2024 - 2025 | 27 | 29 | 24 | 14 | 21   | 256      | $ 42,179,915     | 第16季                       |
| 總計        |    |    |    |    |      |          |                  |                              |

## 在港策騎資料
|                | 日期          | 賽事                                      | 場地 | 馬場     | 馬名     | 練馬師 | 名次 | 獨贏賠率 |
| -------------- | ------------- | ----------------------------------------- | ---- | -------- | -------- | ------ | ---- | -------- |
| 初出賽         | 2010年5月1日  | 第五班 - 1600米                           | 草地 | 沙田馬場 | 利之寶   | 沈集成 | 8    | 8.7      |
| 首勝利         | 2010年5月16日 | 第五班 - 1600米                           | 草地 | 沙田馬場 | 年年如意 | 伍碧權 | 1    | 21       |
| 級際賽初出賽   | 2011年4月9日  | 三級賽 - 1000米（洋紫荊短途錦標）         | 草地 | 沙田馬場 | 極奇妙   | 姚本輝 | 11   | 89       |
| 級際賽首勝利   | 2014年10月1日 | 三級賽 - 1000米（國慶盃）                 | 草地 | 沙田馬場 | 喜寶駒   | 賀賢   | 1    | 8        |
| 一級賽初出賽   | 2012年1月15日 | 一級賽 - 1200米（百週年紀念短途盃）       | 草地 | 沙田馬場 | 風火神駒 | 告東尼 | 9    | 33       |
| 一級賽首勝利   | 2020年4月26日 | 一級賽 - 1600米（冠軍一哩賽）             | 草地 | 沙田馬場 | 川河尊駒 | 方嘉柏 | 1    | 10       |
| 四歲系列初出賽 | 2016年1月24日 | 一級賽 - 1600米（香港經典一哩賽）         | 草地 | 沙田馬場 | 綠色勁駒 | 告東尼 | 13   | 211      |
| 四歲系列首勝利 | 2020年1月27日 | 四歲系列經典賽 - 1600米（香港經典一哩賽） | 草地 | 沙田馬場 | 金鎗六十 | 呂健威 | 1    | 1.8      |